# Cantonul Saint-Rambert-en-Bugey
Cantonul Saint-Rambert-en-Bugey este un canton din arondismentul Belley, departamentul Ain, regiunea Rhône-Alpes, Franța.

## Comune
| Comune                 | Populație (1999) | Cod poștal | Cod INSEE |
| ---------------------- | ---------------- | ---------- | --------- |
| Arandas                | 135              | 01230      | 01013     |
| Argis                  | 390              | 01230      | 01017     |
| Chaley                 | 106              | 01230      | 01076     |
| Cleyzieu               | 116              | 01230      | 01107     |
| Conand                 | 69               | 01230      | 01111     |
| Évosges                | 109              | 01230      | 01155     |
| Hostiaz                | 62               | 01110      | 01186     |
| Nivollet-Montgriffon   | 87               | 01230      | 01277     |
| Oncieu                 | 78               | 01230      | 01279     |
| Saint-Rambert-en-Bugey | 2 065            | 01230      | 01384     |
| Tenay                  | 1 086            | 01230      | 01416     |
| Torcieu                | 646              | 01230      | 01421     |